# Lepturini

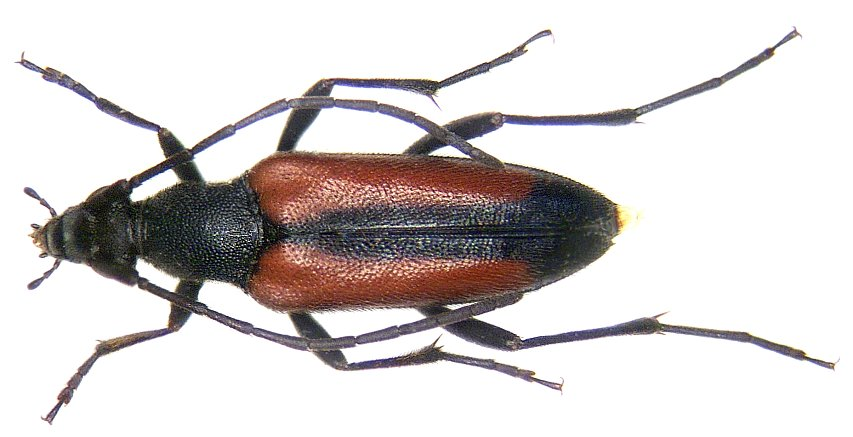
Stenurella melanura

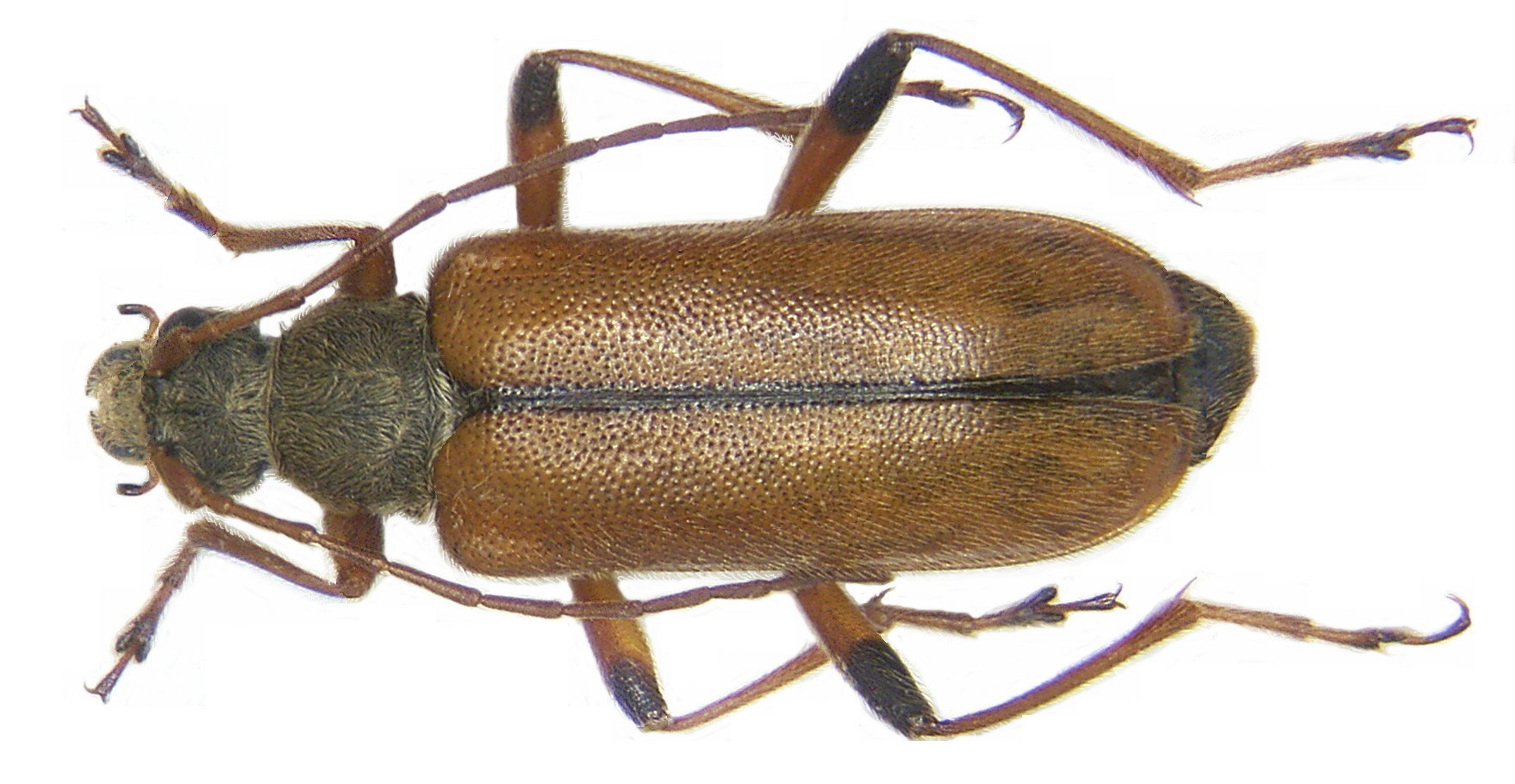
Cortodera humeralis

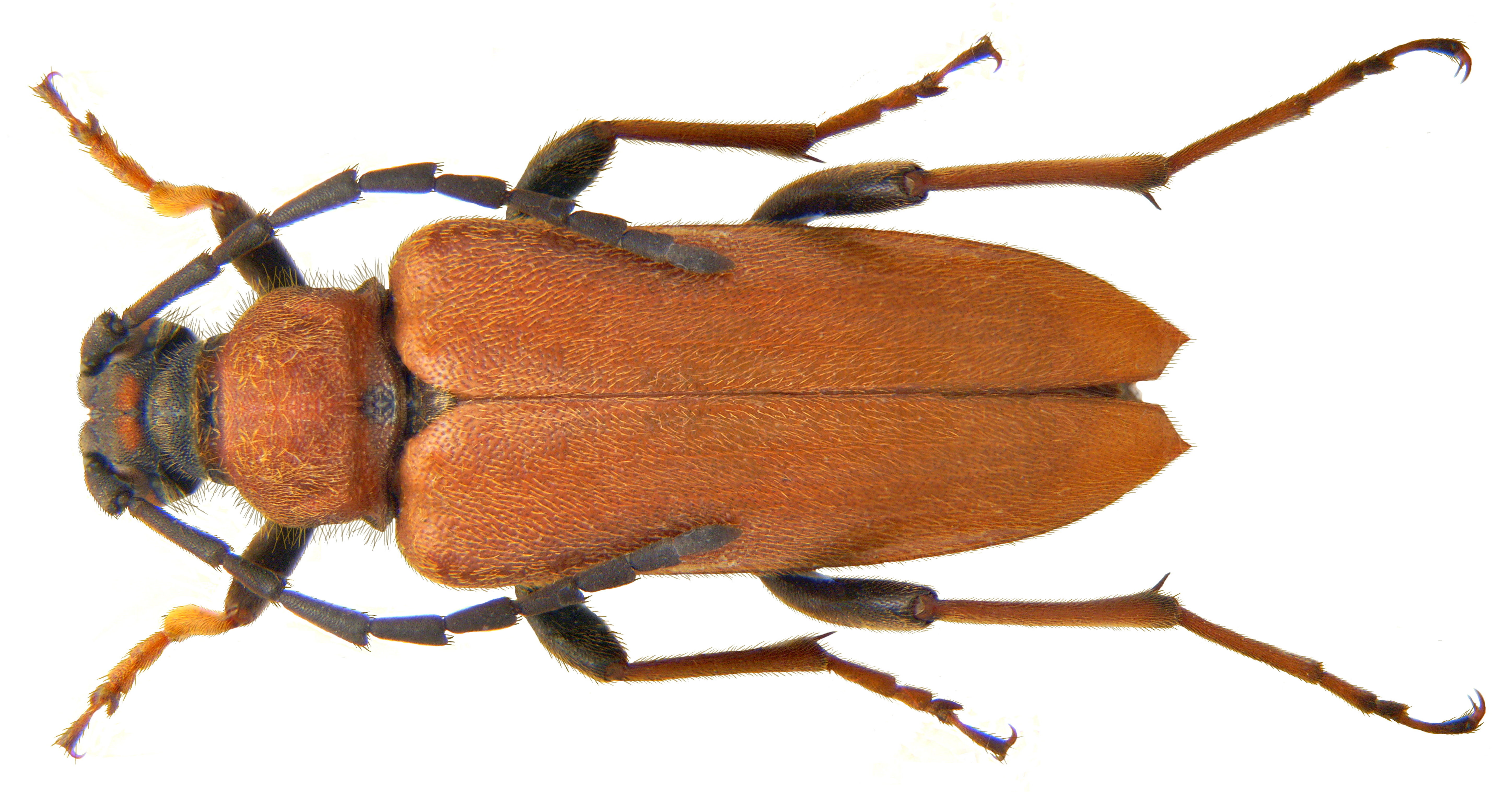
Zmorsznik czerwony, samica

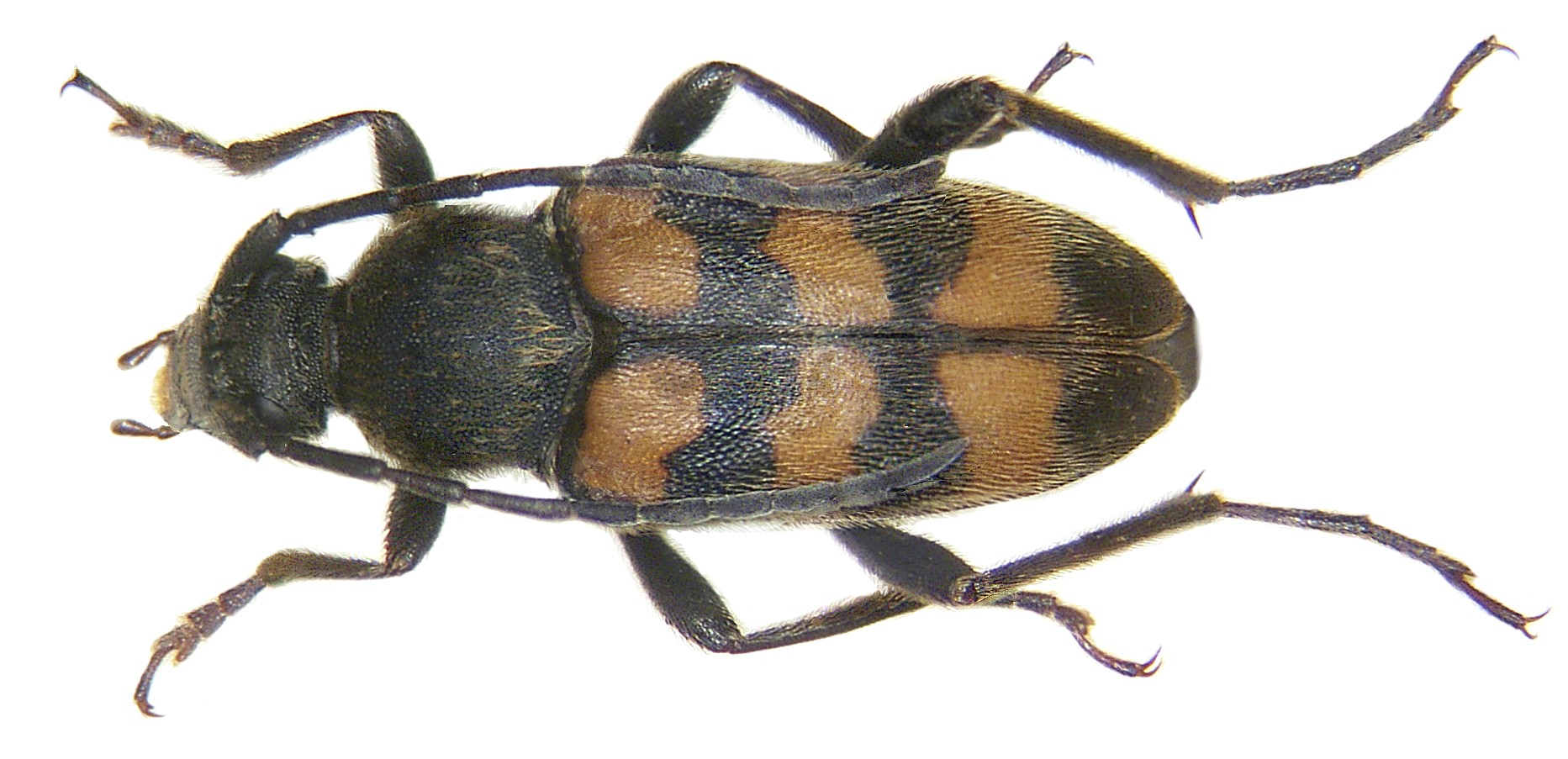
Judolia erratica

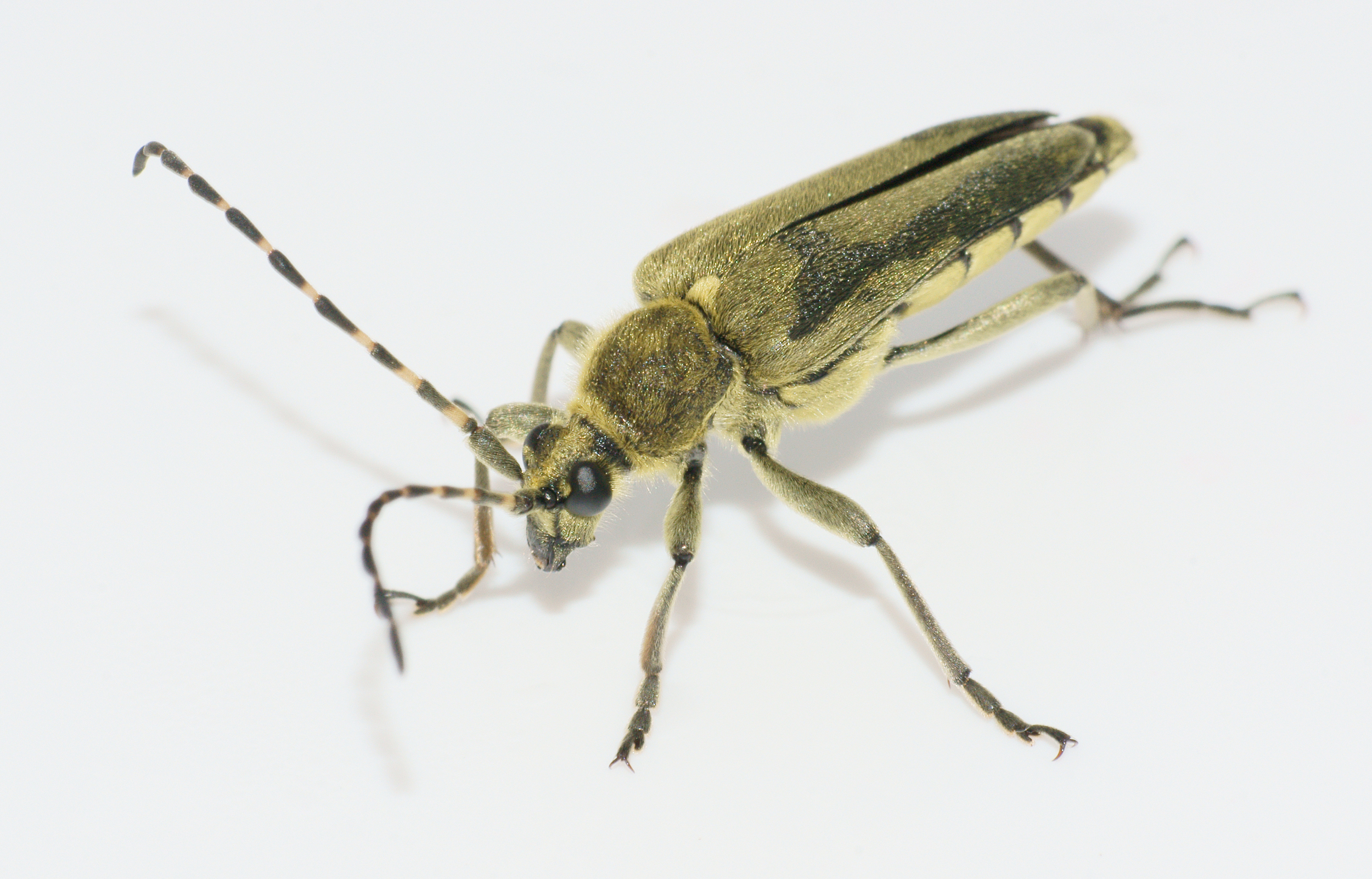
Lepturobosca virens

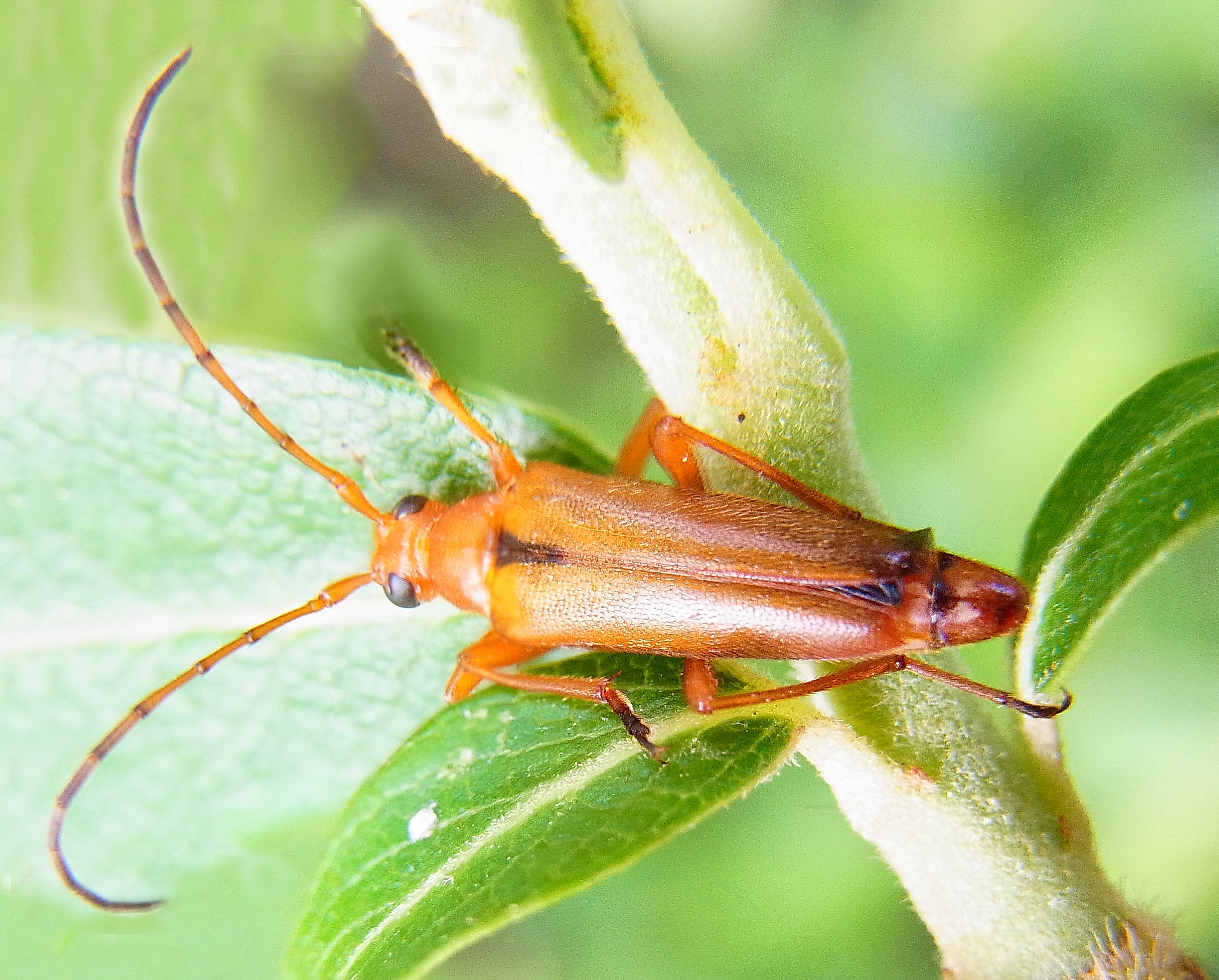
Pedostrangalia revestita

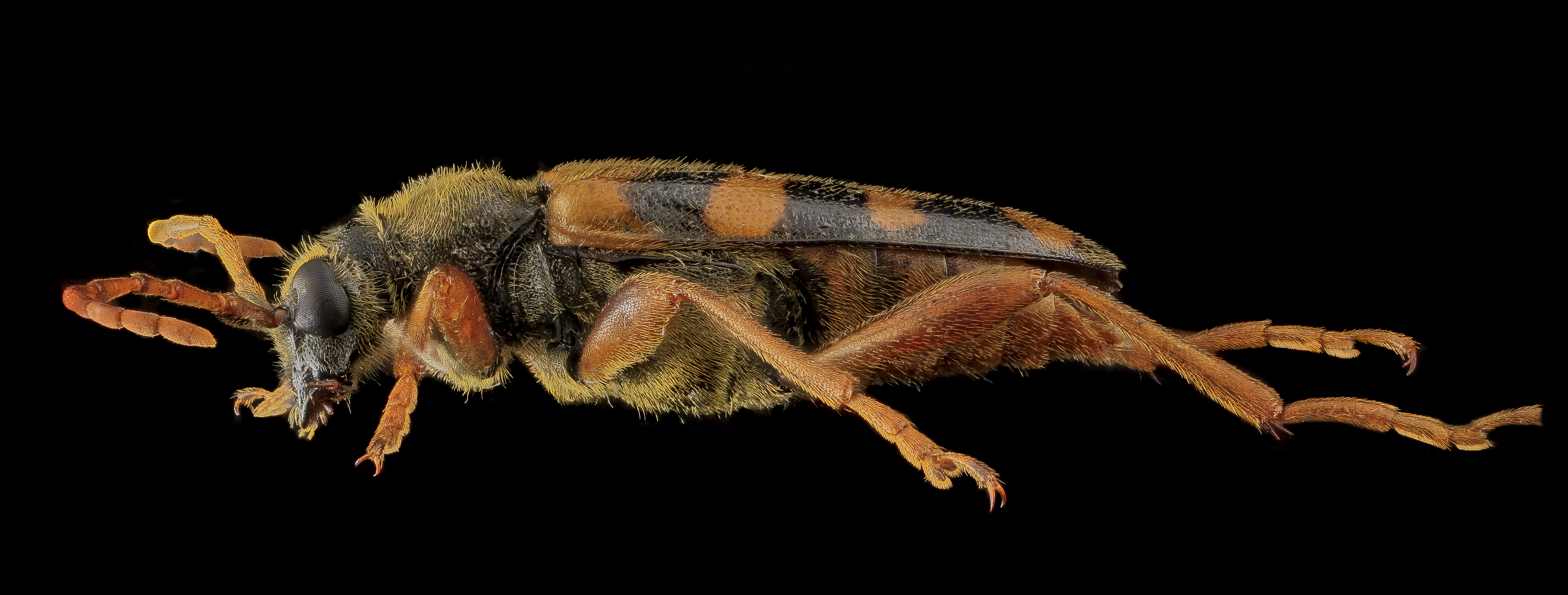
Xestoleptura crassicornis

Lepturini – plemię chrząszczy z rodziny kózkowatych i podrodziny zmorsznikowych.
Kózki te mają zawsze silnie przewężoną za skroniami głowę. Długie i smukłe czułki osadzone są pomiędzy prawie zawsze głęboko wykrojonymi oczami. Zwykle skronie są dobrze wykształcone. Kształt przedplecza jest zazwyczaj dzwonowaty z łukowato wygiętymi brzegami bocznymi i brakiem bocznych guzków czy kolców. W przedniej części przedpiersia nie ma wgłębień czy poprzecznych wyżłobień. Zwykle pokrywy są smukłe i ku tyłowi zwężone. Wierzchołki pokryw najczęściej są ścięte lub wcięte, rzadko bywają zaokrąglone. Odnóża są smukłe. Ostatnia ich para ma pierwszy człon stopy dłuższy niż człony drugi i trzeci razem wzięte.
Należą tu rodzaje:

- Acmaeopidonia Tippmann, 1955
- Acmaeopsoides Linsley & Chemsak, 1976
- Alosterna Mulsant, 1863
- Alosternida Podany, 1961
- Analeptura Linsley & Chemsak, 1976
- Anastrangalia Casey, 1924
- Anoplodera Mulsant, 1839
- Anoploderomorpha Pic, 1901
- Asilaris Pascoe, 1866
- Bellamira LeConte, 1873
- Brachyleptura Casey, 1913
- Brachysomida Casey, 1913
- Carlandrea Sama & Rapuzzi, 1999
- Centrodera LeConte, 1850
- Cerrostrangalia Hovore & Chemsak, 2005
- Charisalia Casey, 1913
- Chontalia Bates, 1872
- Choriolaus Bates, 1885
- Corennys Bates, 1884
- Cornumutila Letzneria Kraatz, 1879
- Cyphonotida Casey, 1913
- Dokhtouroffia Ganglbauer, 1886
- Dorcasina Casey, 1913
- Elacomia Heller, 1916
- Emeileptura Holzschuh, 1991
- Ephies Pascoe, 1866
- Etorofus Matsushita, 1933
- Eurylemma Chemsak & Linsley, 1974
- Euryptera Lepeletier & Audinet-Serville, 1828
- Eustrangalis Bates, 1884
- Falsojudolia Pic, 1935
- Formosopyrrhona Hayashi, 1957
- Fortuneleptura Villiers, 1979
- Gnathostrangalia Hayashi & Villiers, 1985
- Hayashiella Vives & Ohbayashi, 2001
- Idiopidonia Swaine & Hopping, 1928
- Idiostrangalia Nakane & Ohbayashi, 1957
- Ischnostrangalis Ganglbauer, 1889
- Japanostrangalia Nakane & Ohbayashi, 1957
- Judolia Mulsant, 1863
- Judolidia Plavilstshikov, 1936
- Kanekoa Matsushita & Tamanuki, 1942
- Katarinia Holzschuh, 1991
- Kirgizobia Danilevsky, 1992
- Konoa Matsushita, 1933
- Leptalia LeConte, 1873
- Leptochoriolaus Chemsak & Linsley, 1976
- Leptostrangalia Nakane & Ohbayashi, 1959
- Leptura Linné, 1758
- Lepturalia Reitter, 1912
- Lepturobosca Reitter, 1913
- Lepturomyia Quentin, 2000
- Lepturopsis Linsley & Chemsak, 1976
- Lycidocerus Chemsak & Linsley, 1976
- Lycochoriolaus Linsley & Chemsak, 1976
- Lycomorphoides Linsley, 1970
- Lygistopteroides Linsley & Chemsak, 1971
- Macrochoriolaus Linsley, 1970
- Macroleptura Nakane & Ohbayashi, 1957
- Megachoriolaus Linsley, 1970
- Meloemorpha Chemsak & Linsley, 1976
- Metalloleptura Gressitt & Rondon, 1970
- Metastrangalis Hayashi, 1960
- Mimiptera Linsley, 1961
- Mimostrangalia Nakane & Ohbayashi, 1957
- Mordellistenomimus Chemsak & Linsley, 1976
- Munamizoa Matsushita & Tamanuki, 1940
- Nanostrangalia Nakane & Ohbayashi, 1959
- Nemognathomimus Chemsak & Linsley, 1976
- Neoalosterna Podany, 1961
- Neobellamira Swaine & Hopping, 1928
- Neoleptura Thomson, 1860
- Neopiciella Sama, 1988
- Nivellia Mulsant, 1863
- Nivelliamorpha Boppe, 1921
- Noctileptura Chemsak & Linsley, 1984
- Noona Sama, 2007
- Notorhabdium Ohbayashi & Shimomura, 1986
- Nustera Villiers, 1974
- Ocalemia Pascoe, 1857
- Oedecnema Dejean, 1835
- Ohbayashia Hayashi, 1958
- Orthochoriolaus Linsley & Chemsak, 1976
- Ortholeptura Casey, 1913
- Pachypidonia Gressitt, 1935
- Pachytodes Pic, 1891
- Paranaspia Matsushita & Tamanuki, 1940
- Paraocalemia Vives, 2001
- Parastrangalis Ganglbauer, 1889
- Pedostrangalia Sokolov, 1896
- Platerosida Linsley, 1970
- Pseudalosterna Plavilstshikov, 1934
- Pseudoparanaspia Hayashi, 1977
- Pseudophistomis Linsley & Chemsak, 1971
- Pseudostrangalia Swaine & Hopping, 1928
- Pseudotypocerus Linsley & Chemsak, 1971
- Pseudovadonia Lobanov, Danilevsky & Murzin, 1981
- Pygoleptura Linsley & Chemsak, 1976
- Pygostrangalia Pic, 1954
- Pyrocalymma Thomson, 1864
- Pyrocorennys Ohbayashi & Niisato, 2009
- Pyrotrichus LeConte, 1862
- Pyrrhona Bates, 1884
- Rapuzziana  Danilevsky, 2006
- Robustanoplodera Pic, 1954
- Rutpela Nakane & Ohbayashi, 1959
- Sinopidonia Holzschuh, 1999
- Sinostrangalis Hayashi, 1960
- Solaia Sama, 2003
- Stenelytrana Gistl, 1848
- Stenoleptura Gressitt, 1935
- Stenostrophia Casey, 1913
- Stenurella Villiers, 1974
- Stictoleptura Casey, 1924
- Strangalepta Casey, 1913
- Strangalia Audinet-Serville, 1835
- Strangalidium Giesbert, 1997
- Strangalomorpha Solsky, 1872
- Strophiona Casey, 1913
- Thrangalia Holzschuh, 1995
- Tomentgaurotes Podany, 1962
- Toxoleptura Miroshnikov, 1998
- Trachysida Casey, 1913
- Trigonarthris Haldeman, 1847
- Turnaia Holzschuh, 1993
- Typocerus LeConte, 1850
- Vadonia Mulsant, 1863
- Xenoleptura Danilevsky, Lobanov & Murzin, 1981
- Xestoleptura Casey, 1913